# Гімалаїзм

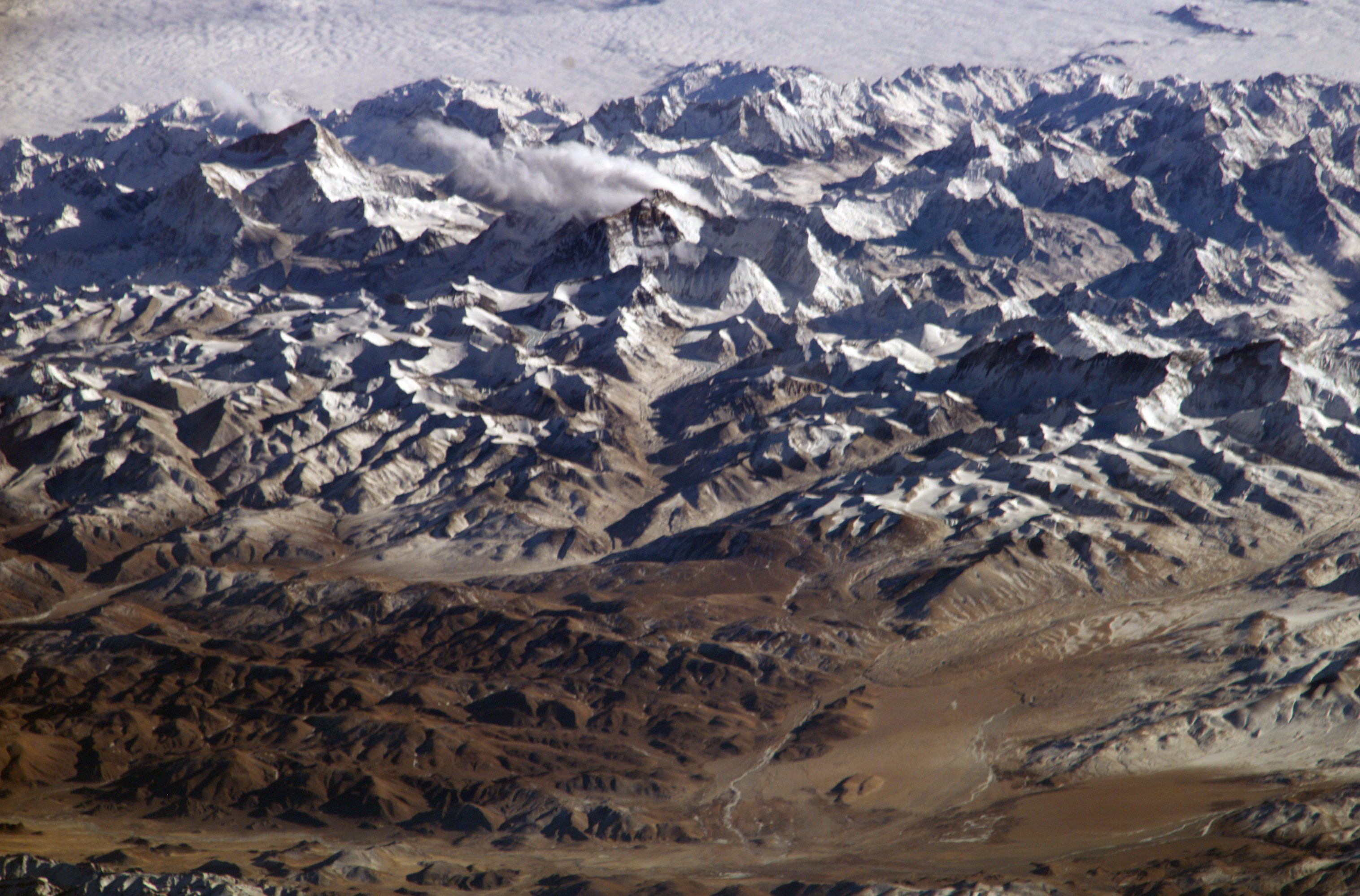
Вигляд Гімалаїв з космосу

Гімалаїзм — високогірне сходження, здійснюване в Гімалаях.
У менш вузькому сенсі гімалаїзм — це сходження, за характером схожі до сходжень у Гімалаях, але здійснювані в інших високих горах, де висота вершин перевищує 7000 м н.р.м. Це Каракорум, Куньлунь, Гіндукуш, Памір, Тянь-Шань.

## Специфіка гімалаїзму
З технічної точки зору, враховуючи те, що на дуже високих горах сніг і крига лежать цілий рік, — гімалаїзм є майже завжди льодовим сходженням.
З огляду на висоту, на якій здійснюється сходження, існує ціла низка ускладнень, з якими альпіністи не стикаються на менш високих горах. Це, перш за все:
- проблеми, пов'язані з адаптуванням людського організму до висот понад 5000 м н.р.м. (розріджене повітря, низький вміст кисню).
- проблеми, пов'язані з екстремальними атмосферними умовами (ураганні вітри, дуже гостре сонячне випромінювання, дуже низькі температури, дуже мала вологість повітря, обмежена видимість.
- проблеми, пов'язані з довжиною маршрутів сходження (дуже нетривалий відпочинок на стіні, довготривале вичерпання сил при малій можливості відновлення).
- проблеми, пов'язані з віддаленістю гірських територій (відсутність доріг на під'їздах, обмеженість нагромадження продовольства і бівачного спорядження, проблеми безпеки, проблеми орієнтації на території тощо).

Все разом це визначає, що в гімалаїзмі менше значення має не чисто технічно підготовка альпіністів, а краща фізична форма, а також фізична і психічна витривалість.

## Стилі сходжень в гімалаїзмі

### Облоговий стиль
Облоговий стиль (часто званий експедиційним) є найстарішим і найтиповішим стилем організації висотних сходжень в горах гімалайського типу.
Така експедиція створює звичайно біля підніжжя гори розбудовану базу, з якої здійснюються послідовні спроби «атаки». Сама «атака» це звичайно багатоденна операція, суть якої полягає у послідовному подоланні наступних фрагментів дороги, створені вздовж маршруту системи мотузок та інших пристосувань (навішування поручнів), створення проміжних баз, транспортування до них продуктів і обладнання у потрібних кількостях. Ці операції повторюються аж до створення передштурмового табору, з якого нарешті здійснюється остаточний штурм вершини.
Учасники, які беруть участь в експедиції, розподіляються на носіїв, технічну обслугу, сходжувачів-«робітників» і, нарешті «штурмовиків» — обрана група з 3-4 альпіністів, яких протягом всієї експедиції «щадили», аби вони мали максимально багато сил для подолання вершини.
Стиль цей є дуже затратним і потребує багато часу.

### Альпійський стиль
Це стиль, коли самотній альпініст або нечисельна група альпіністів (2-4) обмежує кількість спорядження до мінімуму, так аби бути в змозі донести це спорядження під вершину. Атакують вершину безпосередньо з бази всією командою разом без закладання постійних таборів і навішування перил.

### Проміжний (капсульний) стиль
Стиль проміжний між облоговим і альпійським. Альпініст переносить все своє обладнання сам і не закладає проміжних таборів (так як в альпійському стилі), але увесь шлях долає кілька разів, наприклад, з метою акліматизації.

### Сольний стиль
В цьому стилі альпініст-одинак бере з собою стільки обладнання, скільки сам може донести і зовсім один намагається зійти на вершину без улаштування будь-яких проміжних таборів. Інколи трапляється, що альпіністу-одинаку допомагає кілька колег, але це лише при організації бази. Інколи буває, що альпініст-одинак користується гостинністю великої експедиції, яка здійснює сходження на сусідню вершину.

### Зимовий Гімалаїзм
Самий екстремальний стиль полягає в підкорені вершини в зимовий період.
Єжи Кукучка був єдиною людиною в світі, яка за одну зиму здобула дві Восьмитисячники.